# Castillo de Klaipėda
Castillo de Klaipėda (en lituano: Vilniaus pilių kompleksas) también conocido como Memelburgo o el Castillo de Memel, es un sitio arqueológico y un museo situado en un castillo construido por los caballeros teutónicos en Klaipeda, Lituania, cerca del Mar Báltico. 

Plano de la fortaleza de 1742

Los teutones lo llamaron Memelburgo o Memel, y Klaipėda fue conocido generalmente como Memel hasta 1923, cuando las fuerzas militares lituanas tomaron la ciudad. El castillo fue mencionado por primera vez en fuentes escritas en 1252 y fue sometido a numerosas destrucciones y reconstrucciones en los siglos que siguieron. Durante el siglo XIX, después de haber perdido su importancia estratégica, el castillo fue demolido. Trabajos arqueológicos se realizaron en el sitio durante el siglo XX y en 2002 un museo fue establecido debajo de uno de sus bastiones.